# ایستگاه هاتچوبوری (توکیو)
ایستگاه هاتچوبوری انگلیسی: 八丁堀駅, Hatchōbori-eki، یک ایستگاه راه‌آهن در چوئو-کو، توکیو، ژاپن است که توسط شرکت متروی توکیو و شرکت راه‌آهن شرق ژاپن (JR East) اداره می‌شود.